# Autoba sabulosa
Autoba sabulosa är en fjärilsart som beskrevs av Rothschild 1913. Autoba sabulosa ingår i släktet Autoba och familjen nattflyn. Inga underarter finns listade i Catalogue of Life.